# Bonchurch
Bonchurch – wieś w Anglii, na wyspie Wight. Leży 14 km na południowy wschód od miasta Newport i 125 km na południowy zachód od Londynu.